# Butelka do karmienia niemowląt

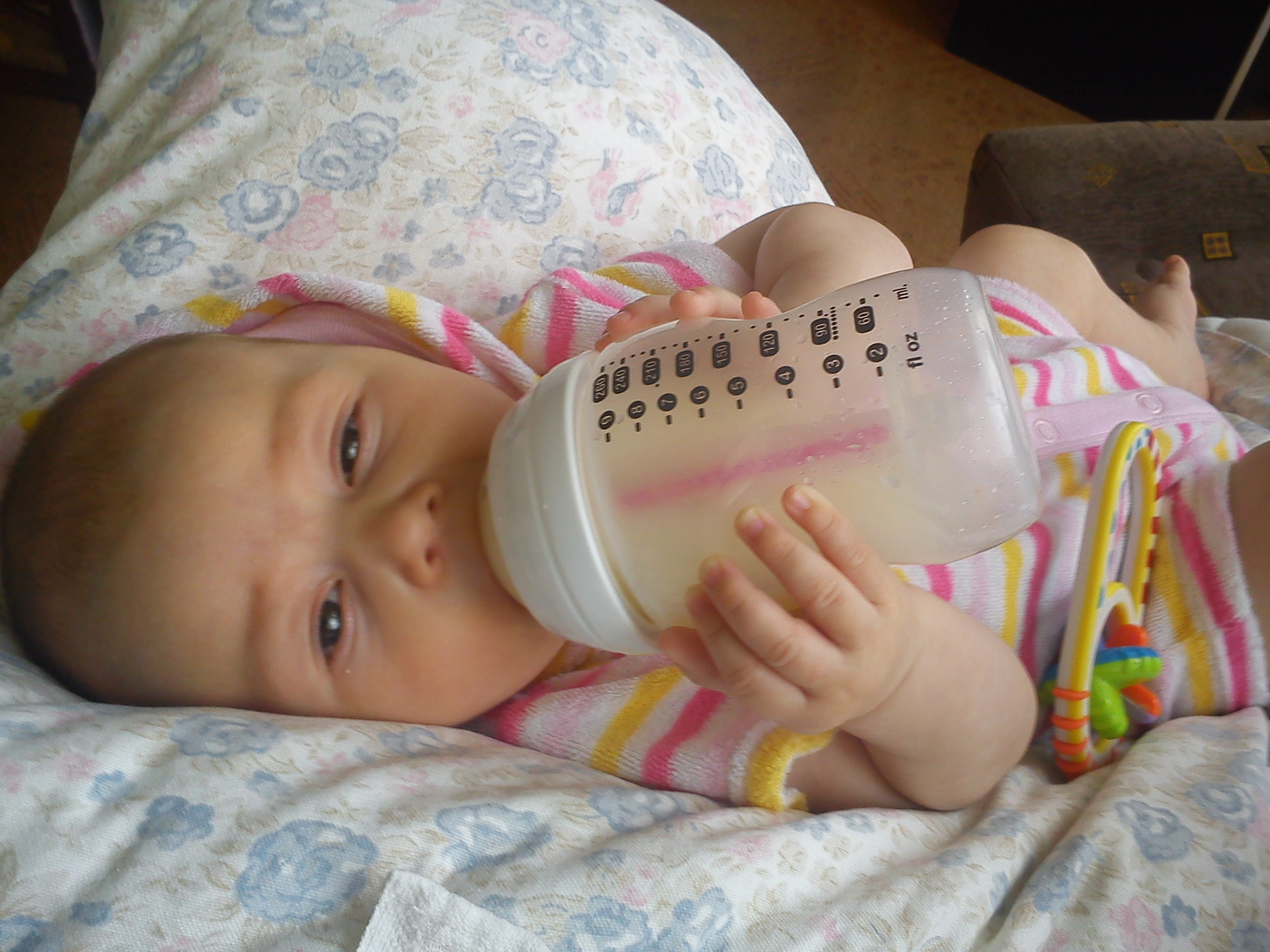
Niemowlę pijące z butelki antykolkowej (wewnątrz niej widoczna rurka powietrzna)

Butelka do karmienia niemowląt – naczynie do podawania płynnego pokarmu niemowlętom. Zwykle składa się z plastikowego (najczęściej przezroczystego) zbiornika i gumowego smoczka oraz nakrętki szczelnie mocującej go do zbiornika (dawniej, gdy używano butelek szklanych, smoczek był naciągany bezpośrednio na szyjkę).

## Butelka antykolkowa
Konstrukcja takiej butelki sprawia, że powietrze zastępujące wypływającą ciecz nie przechodzi przez tę ciecz, a więc nie tworzą się pęcherzyki gazu w zasysanym następnie pokarmie. Ma to eliminować jeden z czynników odpowiedzialnych za występowanie kolki niemowlęcej (co jednak nie zostało dotąd potwierdzone badaniami klinicznymi). W zależności od zastosowanego rozwiązania, osiąga się to dzięki kanalikom lub zaworkom w smoczku i rurce wprowadzającej powietrze nad poziomem cieczy (gdy butelka jest odwrócona) albo dzięki zastąpieniu denka specjalną „nieszczelną” nakrętką (wówczas rurka powietrzna nie jest potrzebna).
Używanie butelki antykolkowej nie gwarantuje jednak pozbycia się problemu kolek niemowlęcych, gdyż mogą one być wywoływane przyczynami innymi niż połykanie powietrza. 